# Paspalum praecox
Paspalum praecox är en gräsart som beskrevs av Thomas Walter. Paspalum praecox ingår i släktet tvillinghirser, och familjen gräs. Inga underarter finns listade i Catalogue of Life.